# Neobrachelia mirabilis
Neobrachelia mirabilis là một loài ruồi trong họ Tachinidae.